# Anselmo Clavé
Josep Anselm Clavé, född 1824, död 1874, var en spansk tonsättare.
Clavé blev populär genom sina visor och körer. Han var den förste som grundade manssångföreningar i Spanien, med inspiration av de franska orphéons (1851). 